# نیکولاوس فون بلو
نیکولاوس فون بلو (به آلمانی: Nicolaus von Below) (زاده ۲۰ سپتامبر ۱۹۰۷، مرگ ۲۴ ژوئیه ۱۹۸۳) یک نظامی آلمانی در دوره رایش سوم و پنجمین آجودان آدولف هیتلر بود.
او همچنین یکی از شاهدانی است که  وصیت نامه شخصی پیشوای آلمان نازی را امضاء نموده و قبل از خودکشی هیتلر در کنارش حضور داشته است